# Lepidium strictum
Lepidium strictum är en korsblommig växtart som först beskrevs av Sereno Watson, och fick sitt nu gällande namn av Rattan. Lepidium strictum ingår i släktet krassingar, och familjen korsblommiga växter. Inga underarter finns listade i Catalogue of Life.